# Terry O'Neill (karaté)
Pour les articles homonymes, voir Terry O'Neill.
Pour les articles homonymes, voir O'Neill.
Terry O'Neill est un karatéka britannique né à Liverpool le 27 février 1948.
Il est surtout connu pour avoir participé à la victoire du Royaume-Uni face au Japon en kumite par équipe aux championnats du monde de karaté 1975 à Long Beach, en Californie, mais aussi pour ses apparitions dans plusieurs films américains.

## Palmarès
- 1975 :  Médaille d'or en kumite par équipe aux championnats du monde de karaté 1975 à Long Beach, aux États-Unis.

## Filmographie
- 1993 : Au nom du père
- 1996 : Cœur de dragon
- 1997 : Kull le Conquérant
- 1999 : Haute Voltige
- 2002 : Gangs of New York
- 2003 : La Ligue des gentlemen extraordinaires